# Autodromo
La CAM - Carrozzeria Autodromo Modena était un carrossier industriel italien spécialisé dans la réalisation d'autobus et autocars dont le siège social est situé à Modène. C'était une entreprise gérée sous la forme d'une coopérative ouvrière, comme cela est courant dans la région Emilie Romagne.

## Histoire
L'entreprise a été créée au lendemain de la Seconde Guerre mondiale en 1949, à la suite des besoins énormes engendrés par la reconstruction du pays. L'entreprise se consacra à la remise en état des véhicules de tout genre, automobiles, camions et camionnettes. Rapidement, le développement de la demande de camions magasins ambulants permis à la coopérative de se développer dans le secteur de la construction en abandonnant progressivement celui de la réparation.
Rapidement, elle est sollicitée pour créer des carrosseries spécifiques adaptées aux besoins de quelques-uns et réalise des aménagements intérieurs d'autocars.
Très vite, Autodromo, nom sous lequel la coopérative commercialise ses véhicules, s'engage dans la réalisation de véhicules complets à partir de châssis Fiat V.I. puis Iveco. Elle devient un des principaux acteurs de mini et midi bus urbains de 6 à 10 mètres de longueur. 
En 2000, les marchés italien et européens des autobus s'effondre littéralement au point de voir les immatriculations de nouveaux véhicules reculer de moitié. Seuls les plus importants constructeurs résisteront. La coopérative Autodromo essaie de passer ce cap difficile, mais les pertes s'accumulent et le nouveau petit autobus Pollicino n'a pas suffi à redresser les comptes. Une association avec l'allemand Goeppel, carrossier de MAN a été envisagée, mais sans résultat.
Son dernier modèle Alè, lancé en 1999 a été repris par le constructeur italien Rampini S.p.A. spécialiste des autobus urbains électriques et une version actualisée est commercialisée sous sa marque depuis 2003. 

## Siège social
Le siège social de la société était situé à Modène où sont fabriqués et assemblés l'ensemble des véhicules de la marque.

## Production
Plusieurs modèles ont connu une large diffusion en Italie et certains ont aussi été exportés : 

### Alice
- Production : 1987 - 1993,
- Longueur : 10 / 12 mètres,
- Types : urbain et suburbain,
- Motorisation : diesel Iveco 9.500 cm3 - 220 Ch - en position verticale arrière,
- Châssis : Bredabus - Sicca
- Diffusion : ce modèle a connu une large diffusion auprès des sociétés de transport privés de tourisme. Il s'agit, pour l'instant, du seul modèle GT de la marque BredaMenarinibus.

### BusOtto

#### Autobus
- Production : 1994 - 2003,
- Longueurs : 12 / 18 mètres,
- Type : urbain (UL), extra-urbain (IL),
- Motorisation : MAN : diesel et méthane,
- Châssis : Bredabus 2001,

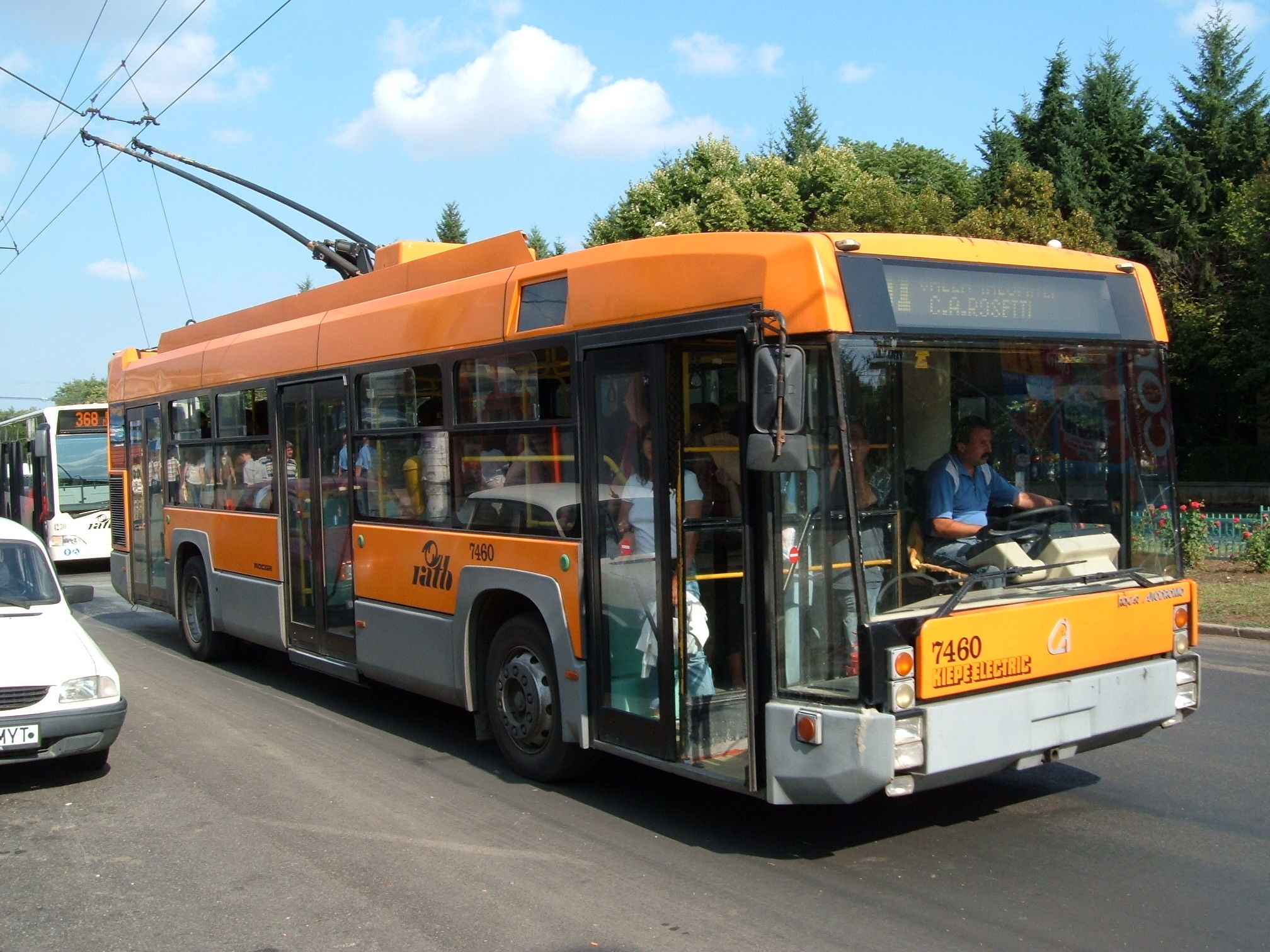
Trolleybus Rocar Autodromo U812 à Bucarest

- La version de 12 mètres a été fabriquée sous licence en Roumanie par le constructeur Rocar et appelée ROCAR Autodromo 812. Ces autobus circulent à Bucarest où ils sont toujours en service régulier.

#### Trolleybus
- Production : 1994 - 2003,
- Longueurs : 12 - 18 mètres,
- Types : urbain (UL),
- Motorisation : électrique AdTranz,
- Châssis : Bredabus 2001
- Diffusion : on trouve les trolleybus articulés BusOtto de 18 mètres dans les villes de Milan, Bologne, Parme et Modène. 1 seul exemplaire en version 12 mètres a circulé à Parme.
- La production du BusOtto a connu 2 séries : la première produite de 1994 à 2001, la seconde à partir de 2001 a bénéficié d'un léger restyling extérieur mais surtout a bénéficié de la suppression de la marche au droit de la partie arrière.
- La version trolleybus de 12 mètres a été fabriquée sous licence en Roumanie par le constructeur Rocar et appelée ROCAR Autodromo 812E. Ces trolleybus circulent à Bucarest où ils sont toujours en service régulier.

### IL 2000 / MAN UL 413
- Production : 1999
- Longueurs : 12 m,
- Types : interurbain,
- Motorisations : diesel MAN 2866 LUH - 220 Ch
- Châssis : MAN 413,
- Diffusion : ce modèle a été très peu diffusé, moins de 100 exemplaires en raison de sa sous motorisation manifeste.

### Pollicino

#### Pollicino 1 - ZCF*C496
- Production : 1988 - 1993,
- Longueur : 5,30 / 6,32 / 6,89 / 7,67 m,
- Types : urbain et interurbain,
- Motorisations : Fiat essence (1.971 cm3), diesel et gaz méthane (2.499 cm3), Iveco diesel (2.800 cm3), électrique,
- Versions : ce modèle a été produit en plusieurs versions urbaines sur une base Fiat Ducato pour les deux premières longueurs et Iveco Daily pour les autres, urbaine (6,89 m) et interurbaine (7,67 m). Un seul modèle électrique a été commandé par l'ATC Bologne.
- Diffusion : beau succès commercial en Italie, même si, comme tous les modèles de cette gamme, il a été critiqué pour ses faibles dimensions disponibles pour les passagers. Il est très présent dans les flottes ACAP de Piacenza; SPT-ACT de Côme; ANM de Naples; AMAT de Palerme; AMT de Gènes; ATAC et COTRAL de Rome; ATC de Bologne; ATC de La Spezia; ATM de Milan et CTM de Cagliari.

#### Pollicino 2 New
- Production : 1994 - 2002,

Cette nouvelle génération de Pollicino utilise les nouvelles versions de châssis des bases Fiat Ducato et Iveco Daily 2de série.
Les modifications apportées concernent l'élargissement du véhicule de plus de 230 mm et la réduction de la hauteur de la marche d'accès au véhicule. Le confort a été amélioré.

### Down Town
- Production : 1998 - 2000,
- Longueur : 7,00 m,
- Types : urbain,
- Motorisation : diesel 110 Ch, électrique Vickers 9919,
- Diffusion : bonne diffusion auprès des services de transports publics des villes aux centres historiques étroits notamment Bologne, Gênes, Turin, Milan, Florence et Rome.

### Alè
- Production : 1999 - 2006
- Longueurs : 7,5 m,
- Types : urbain et sub-urbain,

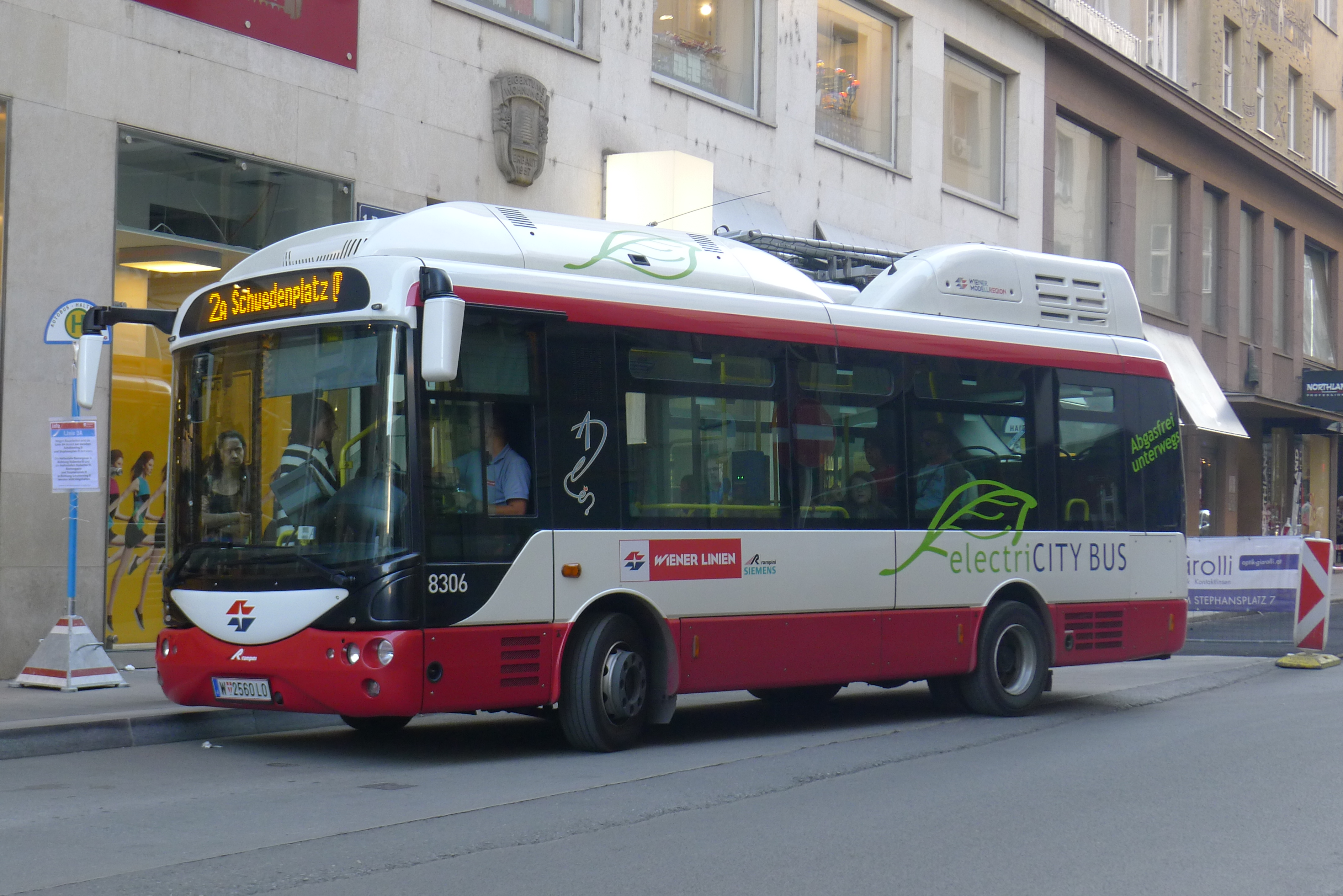
Midibus Alè électrique à Vienne (Autriche)

- Motorisations : diesel MAN DO824 et hybride,
- Versions : cet autobus de classe midi a été commercialisé sous la marque Autodromo de 1999 à 2003 puis, sous la marque Rampini, après l'arrêt d'activité de Autodromo, le Rampini Alè à partir de 2006.
- Diffusion : le modèle a connu un certain succès commercial en Italie, 50 véhicules à l'ATAC de Rome mais aussi à l'exportation. Sa version électrique, qui constitue un des tout premiers autobus électrique produit en Europe a été mis en service à Nice et à Lyon en France, 12 exemplaires à Vienne en Autriche et dans bien d'autres villes.
- Nota : une version au gaz naturel aurait dû également être produite mais est restée au stade du prototype après l'arrêt d'activité d'Autodromo.